# Хем Лумпхат
Хем Лумпхат (англ. Hem Lumphat, 4 декабря 1976, Пномпень, Демократическая Кампучия — 15 июля 2020, Пномпень, Камбоджа) — камбоджийский пловец. Участвовал в летних Олимпийских играх 1996 года.

## Биография
Хем Лумпхат родился 4 декабря 1976 года в камбоджийском городе Пномпень.
В 1996 году вошёл в состав сборной Камбоджи на летних Олимпийских играх в Атланте. Выступал на дистанции 200 метров комплексным плаванием, но был дисквалифицирован.
Работал тренером сборной Камбоджи по плаванию.
Умер 15 июля 2020 года в больнице Кальметта в Пномпене от внутреннего кровотечения. За несколько дней до этого он был госпитализирован из-за болей в животе.

## Семья
Происходил из семьи пловцов. Отец Хем Тхон (1943—2015) также занимался плаванием, в 1959 и 1962 годах участвовал в Играх Юго-Восточной Азии. Брат Хем Кири (род. 1980) выступал на летних Олимпийских играх 2000 и 2004 годов, брат Хем Тхон Понлоу (род. 1990) — на летних Олимпийских играх 2008 и 2012 годов, сестра Хем Раксмей (род. 1983) — на летних Олимпийских играх 1996 и 2000 годов. Дочь Хем Лумпхата Хем Тхон Витини (род. 1993) участвовала в летних Олимпийских играх 2008, 2012 и 2016 годов.